# FK Znamja Truda Orechovo-Zujevo
FK Znamja Truda Orechovo-Zujevo (v originále ФК «Зна́мя Труда́», doslova Prapor práce) je ruský amatérský fotbalový klub z města Orechovo-Zujevo, Moskevská oblast. Jde o nejstarší fotbalový klub v Rusku, v současnosti hraje Centrální skupinu 2. divize, tedy třetí nejvyšší soutěž.

## Historie
V roce 1888 začal Angličan Harry Garsfield Charnock (v Rusku známý jako Andrej Vasiljevič Čarnok), výrobní ředitel Morozovovy textilní továrny ve městě Orechovo u Moskvy, pořádat první fotbalové zápasy. Povolal svého bratra Clementa, který doma hrával za Blackburn Rovers, a soustředili kolem sebe skupinu anglických inženýrů a postupně i bohatších Rusů. Několik menších mužstev se pak 16. listopadu 1909 spojilo do Klubu sportu Orechovo, známého pod zkratkou KSO nebo podle sponzora jako Morozovci (v té době už existovaly fotbalové kluby v Moskvě, Petrohradu i Oděse, ale ty se nedochovaly do dnešní doby).
V roce 1914 byl ve městě otevřen první fotbalový stadion v Rusku, KSO měl také několik mládežnických týmů. Účastnil se Moskevské fotbalové ligy (celostátní soutěž se kvůli vysokým cestovním nákladům nepodařilo založit), kterou v letech 1910–1913 čtyřikrát vyhrál. Pro jejich převahu nad všemi zástupci hlavního města se Morozovcům říkalo „postrach Moskvy“. Nejznámějším hráčem byl záložník Nikolaj Kynin, který také nastoupil za ruskou reprezentaci na olympiádě ve Stockholmu.
První světová válka přinesla úpadek Orechova i jeho sportu, navíc moskevští konkurenti začali výkonnostní náskok KSO dotahovat. Klub ještě skončil v roce 1918 na druhém místě v moskevské lize (nazývané také Fuldův pohár podle jejího zakladatele), ale slavná éra skončila. V sovětské éře už hrálo Orechovo jen v nižších soutěžích, jeho největším úspěchem bylo finále poháru v roce 1962.

### Historické názvy
- 1909 – Klub sporta Orechovo (KSO)
- 1936 – Krasnoje Znamja Orechovo-Zujevo
- 1938 – Zvezda Orechovo-Zujevo
- 1946 – Krasnoje Znamja Orechovo-Zujevo
- 1958 – Znamja Truda Orechovo-Zujevo
- 1992 – Chitryje Lisy Orechovo-Zujevo
- 1993 – Orechovo Orechovo-Zujevo
- 1997 – Spartak-Orechovo Orechovo-Zujevo
- 2003 – Znamja Truda Orechovo-Zujevo

## Umístění v jednotlivých sezonách
| Sezóny  | Liga                        | Úroveň | Z  | V | R | P  | VG | OG | +/- | B  | Pozice |
| ------- | --------------------------- | ------ | -- | - | - | -- | -- | -- | --- | -- | ------ |
| 2009    | Vtoroj Divizion – sk. Centr | 3      | 32 | 9 | 6 | 17 | 38 | 50 | -12 | 33 | 14.    |
| 2010    | Vtoroj Divizion – sk. Centr | 3      | 30 | 2 | 5 | 23 | 26 | 71 | -45 | 11 | 15.    |
| 2011/12 | PFL – sk. Zapad             | 3      | 45 | 4 | 9 | 32 | 29 | 99 | -70 | 21 | 15.    |
| 2012/13 | PFL – sk. Zapad             | 3      | 26 | 4 | 7 | 15 | 14 | 36 | -22 | 19 | 12.    |
| 2013/14 | PFL – sk. Zapad             | 3      | 27 | 6 | 8 | 13 | 15 | 45 | -30 | 26 | 14.    |